# Short Bus
Short Bus – debiutancki album grupy Filter, wydany w 1995 roku przez Reprise Records.

## Spis utworów
1. "Hey Man, Nice Shot" – 5:14
2. "Dose" – 3:53
3. "Under" – 4:18
4. "Spent" – 4:37
5. "Take Another" – 4:23
6. "Stuck in Here" – 3:34
7. "It's Over" – 3:36
8. "Gerbil" – 3:21
9. "White Like That" – 4:17
10. "Consider This" – 4:18
11. "So Cool" – 4:26

## Twórcy
- Richard Patrick – głos, gitara, gitara basowa, programming, instrumenty perkusyjne, produkcja, inżynier
- Brian Liesegang – programming, keyboardy, gitary, instrumenty perkusyjne, produkcja, inżynier
- Scott Kern – dodatkowa perkusja, głos na automatycznej sekretarce
- Matt Drvenkar – głos na automatycznej sekretarce
- Kevin Hanley – "additional guitar noise"
- Mike Peffer – dodatkowa perkusja
- Ben Grosse – miks
- Deborah Norcross – dyrekcja artystyczna, projekt graficzny
- Chris Beirne – fotografia